# Tamierłan Szadukajew
Tamierłan Anzorowicz Szadukajew (ros. Тамерлан Анзорович Шадукаев; ur. 22 stycznia 1996) – kazachski zapaśnik walczący w stylu klasycznym. Zajął ósme miejsce na mistrzostwach świata w 2022. Mistrz Azji w 2020 i trzeci w 2019. Brązowy medalista halowych igrzysk azjatyckich w 2017. Siódmy w Pucharze Świata w 2017.
Trzeci na MŚ U-23 w 2019. Mistrz świata juniorów w 2016. Drugi na mistrzostwach Azji juniorów w 2016 roku.
Jego brat Mansur, również jest zapaśnikiem.